# Сіліштя (комуна, Констанца)
Сіліштя (рум. Siliștea) — комуна у повіті Констанца в Румунії. До складу комуни входять такі села (дані про населення за 2002 рік):
- Сіліштя (676 осіб) — адміністративний центр комуни
- Цепеш-Воде (786 осіб)

Комуна розташована на відстані 165 км на схід від Бухареста, 44 км на північний захід від Констанци, 114 км на південь від Галаца.

## Населення
За даними перепису населення 2002 року у комуні проживали 1462 особи.
Національний склад населення комуни:
| Національність | Кількість осіб | Відсоток |
| -------------- | -------------- | -------- |
| румуни         | 1409           | 96,4%    |
| татари         | 53             | 3,6%     |

Рідною мовою назвали:
| Мова      | Кількість осіб | Відсоток |
| --------- | -------------- | -------- |
| румунська | 1409           | 96,4%    |
| татарська | 53             | 3,6%     |

Склад населення комуни за віросповіданням:
| Релігія       | Кількість осіб | Відсоток |
| ------------- | -------------- | -------- |
| православні   | 1383           | 94,6%    |
| мусульмани    | 53             | 3,6%     |
| римо-католики | 26             | 1,8%     |

## Зовнішні посилання
- Дані про комуну Сіліштя на сайті Ghidul Primăriilor